# Sonnenfinsternis vom 13. Juli 2018
Bei der Sonnenfinsternis vom 13. Juli 2018 handelte es sich um eine rein partielle Finsternis, die Erde wird also nur vom Halbschatten des Mondes getroffen. Die Finsternis gehört zum alten Saros 117, der sich seinem Ende nähert. Bereits drei Sarosperioden später im August 2072 kommt es überhaupt nicht mehr zu einer Sonnenfinsternis. Deswegen kommt es bereits einen Monat später am 11. August zu einer erneuten bescheidenen partielle Sonnenfinsternis. Diese findet allerdings im Nordpolargebiet statt und gehört zum jungen Saros 155.

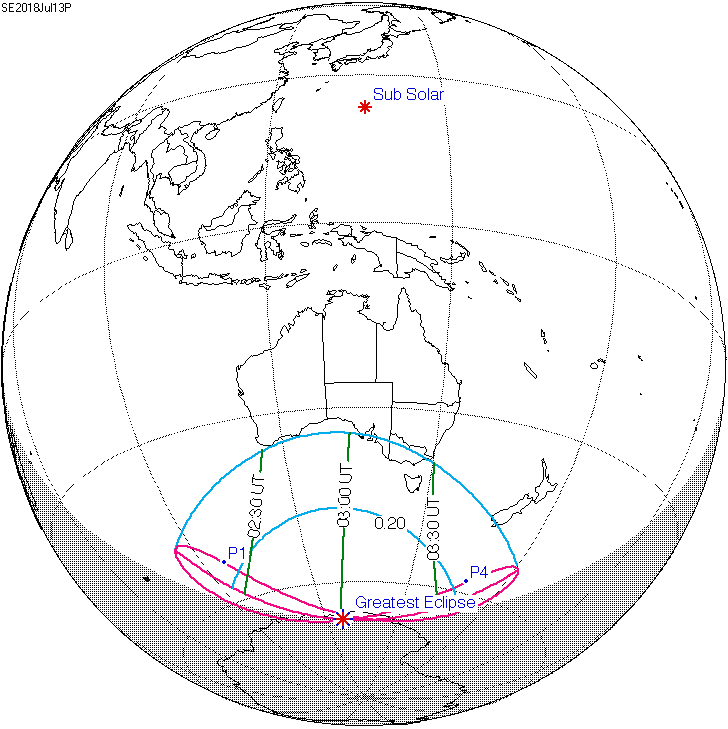
Der rote Stern markiert die größte Verfinsterung.

Das Sichtbarkeitsgebiet umfasst die Meeresfläche zwischen Australien und der Antarktis; wobei von beiden Kontinenten nur ein kleiner Zipfel erfasst wird. Wie bei allen rein partiellen Sonnenfinsternissen wird die maximale Phase in Polnähe erreicht, wobei die Sonne am Ort der maximalen Phase immer am Horizont steht. Die größte Verfinsterung findet im Australisches Antarktis-Territorium unter den Koordinaten 67° 54′ S, 127° 24′ O statt. Die Gegend um die australische Metropole Melbourne und der Raum um Adelaide erlebt allerdings eine sehr bescheidene Sonnenfinsternis; nur höchstens 2 Prozent der Sonnenfläche werden vom Mond bedeckt. Teile von South Australia, Tasmanien, Teile von Victoria und die Macquarieinsel werden vom Halbschatten des Mondes erfasst, der große Rest von Australien geht leer aus. In Neuseeland werden ebenfalls wenige Inseln (Aucklandinseln, Campbell Island und Broughton Island) und ein unbewohnter Teil von Southland bedeckt.